# Fanellia
Fanellia is een geslacht van neteldieren uit de klasse van de Anthozoa (bloemdieren).
Dit geslacht werd benoemd door John Edward Gray in 1870. Hij deelde er de soort Primnoa compressa Verrill bij in.

## Verspreiding en leefgebied
Deze komt voor in de Aleoeten.

## Soorten
- Fanellia compressa (Verrill, 1865)
- Fanellia corymbosa Bayer, 1982
- Fanellia euthyeia Bayer & Stefani, 1989
- Fanellia fraseri (Hickson, 1915)
- Fanellia granulosa (Kinoshita, 1907)
- Fanellia korema Bayer & Stefani, 1989
- Fanellia medialis Bayer & Stefani, 1989
- Fanellia pseudoflabellum (Bayer, 1949)
- Fanellia tuberculata (Versluys, 1906)